# Marausa: Macchia a Quercus calliprinos
Marausa: Macchia a Quercus calliprinos este o arie protejată (arie specială de conservare — SAC, sit de importanță comunitară — SCI) din Italia întinsă pe o suprafață de 3,03 ha, integral pe uscat.

## Localizare
Centrul sitului Marausa: Macchia a Quercus calliprinos este situat la coordonatele 37°56′30″N 12°30′55″E / 37.941615°N 12.515201°E.

## Înființare
Situl Marausa: Macchia a Quercus calliprinos a fost declarat sit de importanță comunitară în septembrie 1995 pentru a proteja 8 specii de animale. Situl a fost protejat și ca arie specială de conservare în martie 2017.

## Biodiversitate
Situată în ecoregiunea mediteraneană, aria protejată conține 2 habitate naturale: Pseudostepă cu ierburi și specii anuale de Thero-Brachypodietea, Tufărișuri termo-mediteraneene și de pre-deșert.
La baza desemnării sitului se află mai multe specii protejate de  păsări (8): fluierar de munte (Actitis hypoleucos), pescăruș albastru (Alcedo atthis), ciocârlie-cu-degete-scurte (Calandrella brachydactyla), muscar-gulerat (Ficedula albicollis), piciorong (Himantopus himantopus), sfrâncioc cu cap roșu (Lanius senator), pitulice sfârâitoare (Phylloscopus sibilatrix), chiră mică (Sternula albifrons)
Pe lângă speciile protejate, pe teritoriul sitului au mai fost identificate 8 specii de plante, 1 specie de păsări, 2 specii de nevertebrate, 1 specie de reptile.